# Nicolaus Thomas Host
Nicolaus Thomas Host  (* 7. Dezember 1758 in Fiume; † 13. Jänner 1834 in Wien) war ein habsburgischer, k. k. österreichischer Botaniker. Sein offizielles botanisches Autorenkürzel lautet „Host“.

## Leben

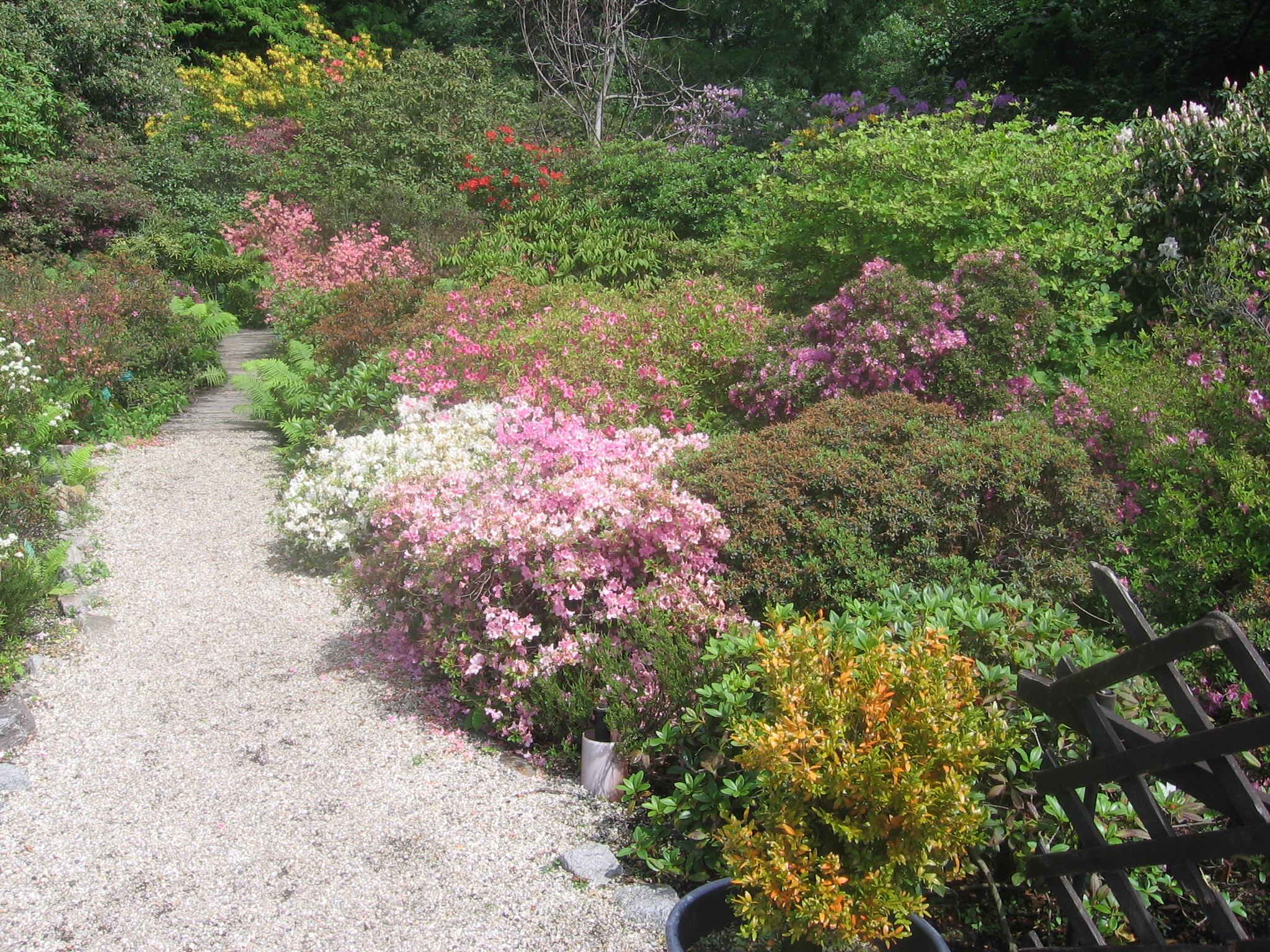
Alpengarten im Belvedere

Nicolaus Thomas Host studierte Medizin und Botanik in Fiume und an der Universität Wien und wurde am 27. November 1787 zum Dr. med. promoviert. Zu seinen akademischen Lehrern gehörte Nikolaus Joseph von Jacquin. Nach dem Studium war er niedergelassener Arzt in Wien, unter anderem hatte er einen Ruf als Kurarzt. 1792 wurde er kaiserlicher Rat und Leibarzt von Kaiser Franz II. Auf den Vorschlag von Host wurde in Schloss Belvedere 1793 der k.k. botanische Garten im Belvedere angelegt, der die Flora austriaca viva beherbergen sollte, die im Kaisertum Österreich heimischen Wildpflanzen. Host war bis 1834 Direktor des Gartens. Er bereicherte ihn durch viele Reisen in der k.k. Monarchie (auch in die damals botanisch wenig bekannten Regionen Istrien und Dalmatien) und veröffentlichte 1797 ein Handbuch über dessen Pflanzen (Synopsis plantarum in Austria provinciisque adjacentibus sponte crescentium). Ab 1801 folgte ein reichhaltig illustriertes Werk über Gräserarten (Icones et descriptiones graminum austriacorum) im Kaiserreich, 1827 bis 1831 eine Flora austriaca und 1825 ein Buch über Weiden (Salix). Host lehrte auch Botanik in der Theresianischen Ritterakademie und unterrichtete den Kaiser, der sich für Botanik interessierte, und seine Brüder, die Erzherzöge.
Sein Herbarium wurde im Botanischen Garten des Belvedere aufbewahrt.

## Ehrungen

Gedenktafeln im Alpingarten des Belvedere in Wien (mit falschem Geburtsdatum und falschem Sterbeort)

Leopold Trattinnick benannte die Gattung Hosta (Funkien) nach ihm.
Nach Host ist auch ein Park in der Innenstadt von Rijeka benannt.

## Schriften
- Synopsis plantarum in Austria provinciisque adjacentibus sponte crescentium. Vindobonae, sumptibus C. F. Wappler 1797 (Internetquelle)
- Icones et descriptiones graminum austriacorum. Vindobonae, Andreas Schmidt, 4 Bände, 1801 bis 1809 (Internetquelle)
- Flora austriaca. Wien, SUMPTIBUS FRIDER. BECK BIBLIOP. UNIVERS., 1827 bis 1831.
- Salix, Abbildungen und Beschreibungen der österreichischen Weiden. Wien 1830, nur der erste Teil ist erschienen.